# Meyer Lutz
Wilhelm Meyer Lutz (Münnerstadt, Baviera, 19 de mayo de 1829 - Londres, 31 de enero de 1903) fue un director de orquesta y compositor, alemán de nacimiento, aunque afincado en el Reino Unido, donde emigró en 1848, a los 19 años. Es conocido principalmente por sus creaciones de música teatral, música ligera, musicales burlescos y ópera cómica.

## Selección de obras
- The Charmed Harp (1852)
- Faust and Marguerite (1855)
- Blonde or Brunette (1862)
- Felix, or The Festival of the Roses (1865)
- Zaida, or, The Pearl of Granada (1868)
- The Miller of Milburg (1872)
- Legend of the Lys (1873)
- The Bohemian G-yurl and the Unapproachable Pole (1877)
- Robbing Roy (1879)
- The Forty Thieves (1880)
- Galatea, or Pygmalion Reversed (1883)
- Little Jack Sheppard (1885)
- Miss Esmeralda, or The Maid and the Monkey (1887)
- Frankenstein, or The Vampire's Victim (1887)
- Faust up to Date (1888)
- Ruy Blas and the Blasé Roué (1889)
- Carmen up to Data (1890). Musical burlesco inspirado en Carmen de Bizet.
- Cinder Ellen up too Late (1893)
- A Model Trilby, or A Day or Two after du Maurier , ópera cómica, (1895)